# Lakitelek
Lakitelek je veliko selo u središnjoj Mađarskoj.
Zauzima površinu od 54,66 km četvornih.

## Zemljopisni položaj
Nalazi se u regiji Južni Alföld, na 46°53' sjeverne zemljopisne širine i 19°59' istočne zemljopisne dužine, na zapadnoj obali rijeke Tise, 10 km jugozapadno od Tiszakécske. Neposredno južno od Lakiteleka se nalazi zapadni dio nacionalnog parka Körös-Maros (mađ. Körös-Maros Nemzeti Park).

## Upravna organizacija
Upravno pripada kečkemetskoj mikroregiji u Bačko-kiškunskoj županiji. Poštanski broj je 6065.

## Promet
Lakitelek se nalazi na željezničkoj prometnici.

## Stanovništvo
U Lakiteleku živi 4613 stanovnika (2001.). 

## Vanjske poveznice
- (mađ.) Lakitelek honlapja
- (mađ.) Légifotók Tősfürdőről